# ゴワッパー5 ゴーダム
『ゴワッパー5 ゴーダム』（ゴワッパーファイブ ゴーダム）は、1976年4月4日から同年12月29日まで、朝日放送（ABC）やNETテレビで全36話が放送された、タツノコプロ制作のロボットアニメ。放送日時は第1話から第23話までが毎週日曜日19:00 - 19:30、第24話から第36話までが毎週水曜日18:00 - 18:30。

## 概要
タツノコプロ初のロボットアニメであるとともに、女性がリーダーになった初のロボットアニメでもある。少年たちによって結成されたグループが悪と戦うという設定は、タツノコ作品では『科学忍者隊ガッチャマン』や吉田竜夫、九里一平の漫画作品にも多く見られる。主役ロボットのゴーダムとともに活躍する主人公たちを中心として明るい主題歌とシチュエーションを持つ作品だが、物語にはシリアスな要素も含まれており、中には後味の悪い結末のエピソードも存在する。
放送途中で、日曜夜から水曜夕方に移動。制作局の朝日放送とキー局のNETテレビの全国ネット枠の編成事情により、制作局が朝日放送からNETテレビに変わっている。後半はゴーダムを合体ロボットとして活躍の幅を広げようとテコ入れが行われたが、視聴率は回復せずに3クールで終了した。本作以降、NETテレビ→テレビ朝日でのタツノコ作品は、テレビ朝日制作では『昭和アホ草紙あかぬけ一番!』まで9年間、朝日放送制作では『光の伝説』まで10年間、それぞれ途切れている。また、本作に限らず、NETテレビ→テレビ朝日系列で放送されたタツノコ作品は視聴率で苦戦した作品が多い。
タツノコプロが所有する資料によれば、平均視聴率は4.1%。
ちなみに、日曜19時台前半枠にアニメ番組が放送されたのは、朝日放送では1956年12月に開局して以来初めて、NETテレビでは1962年1月に終了した『続々 珍犬ハックル』以来14年3か月ぶり。
本作タイトルおよび少年たちのグループ名の「ゴワッパー」とは、「五童（ごわっぱ）」すなわち「5人の小童（こわっぱ）」である。当初から5人の少年少女（子供たち）を主役級の扱いとしていた本作の名称は、企画時に「アバレンジャー」が候補として挙がっていた。この名称は、本作の初回放送以前における番宣メディアのいくつかで用いられている。その後、1981年放送のタツノコ作品『ゴールドライタン』の企画タイトルとして使用された。
劇伴音楽には、本作と同じくボブ佐久間が担当した『宇宙の騎士テッカマン』のものが一部流用されている。
ストーリーの展開上、ゴーダムはシリーズ途中で合体ロボットとなるが、ゴーダムの玩具には発売当初から合体・変型機能が備えられている。
色指定を担当した岡嶋国敏によると、ゴーダムの配色は当時のタカラの社長が、タバコの銘柄であるラークの配色をそのまま用いたものであるという。
1990年代中ごろにLD-BOXが、2005年にDVDが発売された。発売元はコロムビアミュージックエンタテインメント。

## あらすじ
皇帝ジゴクダーが地底魔人を率いて、地球侵略を開始した。探検がてら潜入した無人島・奇顔島で、巨大ロボット・ゴーダムを発見した洋子たち5人の少年少女「ゴワッパー5」は、国際機関の一員・志摩仙太郎の協力を得て、ジゴクダーと戦う。
前半は暗躍するドロンジャー軍団とゴーダムの孤独な戦いを描くが、後半は地底魔人の存在が白日の下に晒され、地上各国軍の参入で地底と地上の全面戦争になっていく。

## 登場人物

### ゴワッパー5
エド市の「トアル団地」に住む、仲良し5人の少年少女たちで結成された冒険集団。危険な大渦に囲まれて上陸困難な奇顔島への冒険でゴーダムを発見したことから、地球を守る戦士となる。このことは、家族や学校にも秘密である。ゴワッパー5の面々は全員、お揃いのつなぎ風のファッションとおかっぱの髪型の姿で登場する。武器として独楽型の飛び道具である「スパークトッパー」や銛を内蔵した「ゴワッパーガン」を携帯している。「了解」を意味するコールとして「ゴーダム」が使われる。
岬 洋子（）
声 - 二木てるみ
ゴワッパー5のリーダーで、紅一点。エイプレーンの操縦士。中学3年生。気が強いが気立ては良く、皆の姉代わりとして面倒を見る。スポーツ万能で、必殺技は回し蹴り。一人称は「あたい」。パーソナルカラーは赤。戦闘服の胸のマークは男性用が「スペード」であるのに対し、洋子のみ「ハート」となっている。
津波 豪（）
声 - 安原義人
ゴワッパー5のサブリーダー。通称「ゴー」。ゲソマシーンの操縦士。小学6年生。熱血漢で、オッチョコチョイだが勇気が有り、明るく前向きな性格。パーソナルカラーは青。洋子の不在時、および実戦では豪が指揮を取る。
亀山 大吉（）
声 - 肝付兼太
ゴワッパー5のメンバー。タートルタンクの操縦士。小学4年生。ゴワッパー一の怪力自慢で、必殺技は張り手と頭突き。やや行動がワンテンポ遅れるのが欠点。パーソナルカラーは黄。
小石川 五右ヱ門（）
声 - 小宮山清
ゴワッパー5のメンバー。通称「ゴエモン」。ヘリマリンの操縦士。小学2年生。天才発明家で、指先が器用だが、性格は気弱で非暴力主義である。ゴーダムの改造後は合体用パーツの製造・射出を担当する。パーソナルカラーは緑。
河口 のり助（）
声 -  千々松幸子
ゴワッパー5のメンバーにして最年少（6歳）。通称「のりっぺ」。ヤドカリジープの操縦士。単独での活躍は少ない。父はタクシーの運転手。アザラシ親子との仲がいい。パーソナルカラーは赤紫。

### ゴワッパー5の協力者
大洗博士（おおあらい はかせ）
声 - 家弓家正
ゴーダムの産みの親である科学者。「地底空洞説」と地底魔人の脅威を唱えるも受け入れられず、同志の科学者たちと奇顔島に住み着き、秘密基地ゴーダムを完成させた後、ゴワッパー5の面々がゴーダムを発見する30年前に死去している。メカ頭脳（メインコンピューター）に自らの記憶を移植、肉体の死後はゴーダムそのものとなり、奇顔島に上陸してくる「勇気ある者」を待っていた。ゴーダムにたどり着いたゴワッパー5の力を認めてその司令官的な存在となり、立体映像として操縦室内に姿を見せていたが、ドッグガーン将軍との最初の戦いでコンピューターが損傷、以後は地底魔人との戦いが終わるまで表に現れることは無かった。
志摩 仙太郎（）
声 - 曽我部和行
国際地殻調査センター、通称「EIC」の調査技官。亡くなった大洗博士の秘密を知るために奇顔島に向かうが、モーターボートが難破して漂着、翌日やって来たゴワッパー5に出会い、以後彼らと行動を共にする。人間では唯一ゴワッパー5の秘密を知っており、彼らにとっては兄貴的存在となっている。格闘など戦闘となると弱く、よくゴワッパーに救われているが、輸送機で敵巨大メカへの体当たりを試みたこともある。
オッチャン
奇顔島の近海に住む、オスの親アザラシ。ピョン太と共にサメに襲われた所をのり助によって助けられた。以後、ゴワッパーのマスコット的な存在となる。人間の言葉は理解しているが喋れないため（喋っているシーンはモノローグ画面となる演出が挿入されている）、自分が話したいことをジェスチャーで伝える。何故かパイプをくわえている。
ピョン太
オッチャンの息子である、オスの子アザラシ。
磯貝長官（いそがいちょうかん）
EIC長官で、志摩の上司。
荒船師団長（あらふねしだんちょう）
戦車やミサイル部隊などで構成される「国際機甲師団」を率いる。当初は地底魔人の存在について否定的だったが、ゴーダムの戦いなどもあってその存在を認めるようになる。性格は頑固一徹。口元のヒゲがトレードマーク。

### 地底軍団ドロンジャー
地底魔人で構成された軍団。以前から存在していた地底人の国を地底魔人の皇帝ジゴクダーが支配して結成された軍事組織である。劇中、実際に地底国に行った志摩と豪はドロンジャーに抑圧される一般の地底人たちを目にしており、後に地底人のロマンダにより地上侵略は支配階級である地底魔人の方針であり、地底人の総意ではない事が語られている。
作戦は皇帝ジゴグダーや総司令官の元、極秘裏にネンドロイドや巨大メカによって行われ（地底人が参加する事は殆ど無い）、さらに地上から科学者などの人間をさらって奴隷にする。そして用済みになった者や秘密を知った者は、老若男女問わず事故に見せかけて抹殺されてしまう。工作によって巧妙に情報操作もされており、シリーズ前半ではその存在はゴワッパーや協力者（喋れないアザラシ親子を除く）にしか知られておらず、地底魔人の実在を周囲に訴えても信じて貰えなかった。
シリーズ後半、地底魔人の存在を知った地上側によって戦闘は全面戦争の様相となり、さらに国際機甲師団が地底魔人の正体がバクテリア生命体「チテイバー」である事を突き止め、チテイバーの遺伝子を破壊する地底ミサイルによる殲滅戦が実行に移される。
皇帝ジゴクダー
声 - 渡部猛
地底軍団ドロンジャーの首領。巨大チテイバーを核としながら、全身が超高熱火炎で覆われており、地熱の存在する所なら、無限のエネルギーを得て再生を可能とする。常に顔面の状態で部下に命令を下していたが、最終回で自らケンタウルスの姿に変形させて火山を割って出撃。ゴーダムの何十倍もの大きさを誇る巨体から繰り出される猛パワーと火炎攻撃でゴーダムを苦しめるも、北極に誘き出されたために全身が凍り付き、最後はジゴクダーの体内に突撃したゴーダムから発射された抗バクテリア弾がチテイバー集合体を破壊。これによりとどめを刺され、肉体は氷山の下敷きとなった。名前の由来は「地獄」より。
マグダー将軍
声 - 寺島幹夫
ドロンジャー軍団の総司令官。顔の上部を隠す仮面を付けている。次々とネンドロイドや巨大メカを製作・投入し、地上攻撃を遂行するがすべての作戦が最終的にゴーダムとゴワッパーに阻止され、第23話で業を煮やしたジゴクダーにより粛正された。
将軍ドッグガーン
声 - 加藤精三
マグダー将軍の後任。作戦に失敗した部下は容赦なく処刑し、また工作員として送り込んだロマンダごとゴーダムをミサイルで葬り去ろうとするなど冷酷非情。自身の身体を溶岩状に変えて移動する能力を持ち、破壊されたメカからの脱出にも用いる。マグダーより攻撃的で、その姿をマグマに変えゴーダムとも渡り合えるなど高い戦闘能力を持つ。初めて登場した第23話ではゴーダムのメインコンピューターを損傷させ、大洗博士がゴーダムとして行動出来なくさせ、ゴワッパー5に大打撃を与えた。その後は強化されたゴーダムに阻止され、人間にドロンジャーの存在と秘密を知られ、挙句の果てに、第33話で抗バクテリア弾頭ミサイルをネンドロイド製造工場へ打ち込まれ、ネンドロイドの補充が不可能になるという、マグダー以上の大失態を見せた。第35話でゴーダムモーラーから発射されたLD光線により頭部を吹き飛ばされ、肉体を再生できずに死滅した。名前の由来は「独眼竜」より。
ケラゲラ
マグダーが肩に載せていたコウモリ型の地底生物。会話能力のない愛玩動物だが知能は高く、マグダー処刑後はドックガーンに取り入った。実はジゴクダーが総司令官に付けた監視役である。第35話でドックガーンの断末魔と同時に握り潰されて死亡。
ネンドロイド
赤いゴーグル状の頭部が印象的なドロンジャー軍団の戦闘員。カレル・チャペック式のアンドロイドで工業的に大量生産されており、砂を加工したボディ内部へ注入したチテイバーにより動かされる。皮膚を破られると砂が噴き出して身体が崩れ、核となるチテイバーは地中に逃走する。
人間に姿を変えることができ、殺したり誘拐した者と入れ替わって活動することも多い。また、特殊な砂を用いた改良型では数人が合体して巨人（巨大ネンドロイド）に変身することも出来る。一般兵は全員同じ容姿だが、隊長クラスは差別化の為に独自の容姿となる。武器は右腰の剣や銃。前述の通り、製造工場を破壊されて以降は数が激減する。名前の由来は「粘土」と「アンドロイド」。
チテイバー
地底魔人の正体で青いアメーバー状の姿をしたバクテリア生命体。ジゴクダーやネンドロイドの核となり、マグマや砂で構成された義体を動かしている本体である。微弱な電波を発信することでその位置を特定できるが、大洗博士はこれを逆に利用しマグダーたちをおびき出すことに成功している。

## メカ

### ゴーダム
大洗博士が地底魔人と戦うために開発した、全高30m　重量5000t（DVDのパンフレットには2000tとある）を誇る、巨大ロボット。
頭の内部が広大な操縦席兼司令室となっており、乗降は足先の他、丸ごとドアとなっている鼻部分からも行なう（後期エンディングで、鼻が下に引き込まれて開き、内部から5人が次々に飛び出して来るシーンが見られる）。
ゴワッパーの基地でもあり、全高30mの機体ながら、内部に各マシンや強化パーツを製造可能な非常に高い生産能力を持つ工場施設も有する。鈍重な外見だが高い機動力を持ち、それを活かした格闘戦で敵を倒す。
大洗博士の遺志をメカ頭脳（メインコンピュータ）に記録しており、コックピット中央にあるシートから博士の立体映像が出現、5人に指令を出す。また乗員無しでの自立行動が可能だった。第23話でメカ頭脳が大破、以後大洗博士の意思が現れなくなり、5人は残された設計データからゴーダムを改造し、独自の判断で戦わざるを得なくなった。物語終盤、ジゴクダーを倒した際の衝撃で回路が回復し、ゴワッパーたちへの労いの言葉を久々に発した。
ゴーダムのデザインは当時、タツノコプロに在職していた大河原邦男によるもので、大河原がデザインした初の主役ロボである。当時のアニメ作品の巨大ロボに比べ、武骨で重々しいデザインは、前年に製作された作品『宇宙の騎士テッカマン』の脇役（準主役）ロボであるペガスに共通する。またほかの合体ロボと違い、メンバーの個別マシンとは別に成立しているため、5人が揃って操縦する場面はそれほど多くなく、留守番しているメンバーが単独操縦で巨大メカを倒した事もある（この担当はゴエモンが多い。代表例として第30話）。メンバーが出払ってる時も大洗博士が独自に移動・戦闘を行ってゴワッパー5を助けたりと臨機応変に運用されている。

#### 武器
ゴーダムホーガンダー
両肩の半球体が分離し、二つが合体して攻撃する。ゴーダムタイガーでも使用。
スピアファイヤー
指先から撃つ火炎放射。
ゴーダムハリケーン
指先から放つ。巨大メカを吹き飛ばす威力がある。
ゴーダムレーザー
両肩に内蔵されているレーザー砲。
マグネチックホーガンダー
ホーガンダーの黄色いパーツが分離し吸着機雷となる。
ネオLD光線砲
鼻に収納されたビーム砲。高熱をピンポイントで照射し、地底魔人に致命的なダメージを与える。
ほかにもパンチなどの格闘戦を行う。

#### メカチェンジ
第23話でのドックガーンとの初戦闘によりコクピット周辺が大破。メインコンピュータ（大洗博士）との接続が途絶えたのを機に、第24話で修理と同時に強化される。A1〜A14番の設計カセット（メモリーカセット）やコンピュータによる設計図（現代のCADに相当）により内部工場でパーツを製造し、手足を切り離した上で（ゴーダム・ブラストオフ）胴体部から射出した各パーツと合体する仕様に変更した。同時にコクピット周辺のレイアウトが一新され、各形態時に対応できるよう360度の方向転換が可能となった（変形時は主に横向きになる事が多い為）。状況によってはパーツを分離して別の形態にチェンジすることもある。
ゴーダムドラゴン
竜型の変形パターン。尻尾の付け根にあるボディから飛び出たターレットと尻尾の各ブロックにある１対の孔からサイルを発射できる。接近戦では尻尾の先端にあるハンマーで攻撃を行う。最も登場したバリエーション。
ゴーダムスカイハイ
鳥型の変形パターン。高速移動に優れる。体当たり攻撃と翼をカッターにした切断攻撃を得意とする。
ゴーダムクリケッター（ゴーダムモーラー）
コオロギ（もしくはモグラ）型の変形パターン。嘴と肩に装着された3機のドリルで地底への移動が可能。ドリルは攻撃に転用できる。変形後の形態で唯一ネオLD光線砲を発射した（その際には頭部上面から発射）。
ゴーダムタイガー
虎型の変形パターン。噛み付きなど近接戦闘に優れる。肩にホーガンダーを装着することが可能で、タイガーホーガンダーとして使用する。

### ゴワッパー・メカ
ゴワッパー5の専用マシン。普段は海岸の難破船に格納されており、アメフトのユニフォームをモチーフにしたスーツに着替えた彼らが操縦して、奇顔島まで移動。ゴーダムに格納され、移動や戦闘に使われる。
エイプレーン
岬洋子が操縦する海空両用機。尾翼は射出可能。5台の中では唯一、腹ばいに寝そべりながら操縦する。以下の機体も、海中潜行は可能。
ゲソマシーン
津波豪が操縦するフォーミュラーカー。ドリルを装備しているため、水・陸・地中と行動範囲は最も広い。
タートルタンク
亀山大吉が操縦するドリル付き戦車。5台の中では一番装甲が厚いため防御力は高いが、機動力は低い。
ヘリマリン
小石川五ェ門が操縦する潜水艇。活動範囲が水中に限られるため、5台の中では活躍の場が少ない。このため、五ェ門は他の4人が行動している間はゴーダムの留守を預かることが多い。
ヤドカリジープ
河口のり助が操縦する海陸両用車。機構は異なるが、操縦法の共通性、コミカルな描写など、『ガッチャマン』のG-4号を想起させる。
奇顔島
孤島をくり抜いて建設されたゴーダムの基地。内部はゴーダムを収容する格納庫及び、支援設備が整えられている。大掛かりな修理や改造をする施設も島内に設置されており、ここでゴーダムの改造を行っている。
通常は霧を噴出して姿を隠し、船が近寄らないように人工の渦巻きを発生させている。ゴーダム発進時は噴霧装置を停止し、島が左右に割れる。
一見、移動不能に見えるが底部に履帯が備わっており、ドロンジャーの大型ミサイル攻撃を受けた時、これを利用してミサイル攻撃をかわしている。最終回では大洗博士の意思により、海底へと姿を消した。

### その他のメカ
巨大メカ
ドロンジャー軍団では作戦ごとに特殊能力を持った巨大メカが出撃する。他作品の敵巨大メカ（例えば、『マジンガーZ』の機械獣や『ガッチャマン』におけるギャラクターのメカ鉄獣）の様な統一名称はない。モチーフは地底関連の動植物が大半。
火山を爆発させる「ドカンパー」。地震を起こす「ユサブランカー」。津波を発生させる「ハイザブン」など、機能や作戦と連動させたネーミングが多い。
地底戦車
ネンドロイド操るドロンジャー軍団の戦車。突撃砲タイプで三連装の主砲を前面に固定装備している。地中航行能力があり、主要戦力として大量配備されている。劇中ではゴワッパー達が奪って使用した例もある。

## スタッフ
- 企画 - 鳥海尽三、酒井あきよし
- 原作 - タツノコプロ企画室
- 雑誌連載 - たのしい幼稚園、おともだち、冒険王
- 総監督 - 鳥海永行
- キャラクターデザイン - 天野嘉孝
- メカニックデザイン - 大河原邦男
- 美術設定 - 小杉光芳、野々宮恒男
- 録音ディレクター - 水本完
- 編集 - 谷口肇、木田伴子、津留洋子
- 音楽 - ボブ佐久間
- 制作デスク - 栃平吉和
- 制作担当 - 高妻知孝（読広）
- 制作協力 - サンライズ
- プロデューサー - 後藤武彦（NET、第24話 - ）、永井昌嗣
- 制作 - タツノコプロ、朝日放送（第1話 - 第23話）、NET（第24話 - 第36話）

## 主題歌・挿入歌
主題歌シングルは1976年4月発売（SCS-289）。挿入歌の初出は1976年8月25日発売の『テレビまんが人気者（アイドル）デラックス 5』（CW-7076）。
全曲とも、作詞 - 若林一郎 / 作曲 - 小林亜星 / 編曲 - 青木望。

### 主題歌
オープニングテーマ「行くぞ! ゴーダム」
歌 - 水木一郎、ヤング・フレッシュ
前期OP映像にはカットの順番にミスがあり、ゴーダムがホーガンダーを発射するとネンドロイドたちがミサイルの爆発で吹き飛び、ゴーダムがミサイルを発射するとネンドロイドたちがホーガンダーで叩き潰されている。OP映像は第24話以降一部変更（マグダー将軍の死亡に伴い、彼の登場シーンがゴーダムの戦闘シーンに差し替え）。
エンディングテーマ「ゴワッパー5の歌」
歌 - 水木一郎、ヤング・フレッシュ
ED映像は前半が静止画像（1 - 16話）で、最後に登場する豪のポーズは『マッハGoGoGo』のOP最後に主人公・三船剛が取ったそれのオマージュ。後半は動画（17 - 36話）で、指を鳴らすシーン（ミュージカル映画『ウエストサイド物語』のジェット団のパロディ）やゴーダムの鼻の部分のハッチが開く時にそれぞれ効果音が入っている。

### 挿入歌
「ガッツでがんばれ」
歌 - 水木一郎、ヤング・フレッシュ
「ぼくのひみつ」
歌 - 藤田薫、ヤング・フレッシュ

## 各話リスト
| 話数 | 放送日        | サブタイトル                 | 脚本            | 演出     | 作画監督              | 登場メカ怪獣                  |
| ---- | ------------- | ---------------------------- | --------------- | -------- | --------------------- | ----------------------------- |
| 1    | 1976年 4月4日 | ゴワッパー5出動せよ！        | 鳥海尽三        | 鳥海永行 | 須田正己 二宮常雄     | タコ型メカ怪獣                |
| 2    | 4月11日       | 出たか！ネンドロイド         | 久保田圭司      | 鳥海永行 | 湖川滋 木下ゆうき     | タコ型メカ怪獣                |
| 3    | 4月18日       | さがせ！地底魔人             | 久保田圭司      | 九里一平 | 二宮常雄 平山則雄     | アリダゾー                    |
| 4    | 4月25日       | たたけ！ドカンパー           | 永田俊夫        | 原征太郎 | 須田正己 江村豊秋     | ドカンパー                    |
| 5    | 5月2日        | くだけ！ユサブランカー       | 永田俊夫        | 西牧秀雄 | 湖川滋 木下ゆうき     | ユサブランカー                |
| 6    | 5月16日       | ぶっつぶせ！アリジャンボ     | 永田俊夫        | 大貫信夫 | 上村栄司 牧由美       | アリジャンボ                  |
| 7    | 5月23日       | 海の悪魔ハイザブン           | 山本優          | 野村和史 | 福田皖 清山滋崇       | ハイザブン                    |
| 8    | 5月30日       | 強敵！モスンダー             | 田口章一 中原朗 | 鳥海永行 | 二宮常雄 江村豊秋     | モスンダー                    |
| 9    | 6月6日        | 挑戦！オトガート             | 永田俊夫        | 富野喜幸 | 須田正己 江村豊秋     | オトガート                    |
| 10   | 6月13日       | どこだ！地底秘密基地         | 久保田圭司      | 西牧秀雄 | 湖川滋 木下ゆうき     | ミミズラー                    |
| 11   | 6月27日       | 炎の決闘！ジムグリラ         | 陶山智          | 富野喜幸 | 湖川滋 沼尻東         | ジムグリラ                    |
| 12   | 7月4日        | 突撃！モグラック             | 田口章一 中原朗 | 上原一夫 | 山田政紀 富沢雄三     | モグラック                    |
| 13   | 7月11日       | 炎の悪魔！オオリューダー     | 久保田圭司      | 富野喜幸 | 二宮常雄 平山則雄     | オオリュウダー                |
| 14   | 7月18日       | 大攻撃！サンドフーン         | 山本優          | 大貫信夫 | 坂口尚 北条昌子       | サンドフーン                  |
| 15   | 7月25日       | 大追跡！パトンボー           | 久保田圭司      | 鳥海永行 | 須田正己 木下ゆうき   | バトンボー                    |
| 16   | 8月8日        | 襲撃！謎の巨大魚             | 久保田圭司      | 上原一夫 | 山崎和男 山田政紀     | オニヒトデー                  |
| 17   | 8月15日       | 怒れ！タートルタンク         | 小出良一        | 西牧秀雄 | 湖川滋 沼尻東         | アブラパッパー                |
| 18   | 8月22日       | 逆襲！ゴーダムレーザー       | 滝三朗          | 鳥海永行 | 二宮常雄 江村豊秋     | コンクリーター                |
| 19   | 8月29日       | 超兵器！ハネポンダー         | 永田俊夫        | 大貫信夫 | 坂口尚 中島京子       | ハネポンダー                  |
| 20   | 9月5日        | 合体獣！シャチホコラー       | 陶山智          | 上原一夫 | 山崎和男 山田政紀     | シャチホコラー                |
| 21   | 9月12日       | 疾風！チテイライダー         | 陶山智          | 西牧秀雄 | 湖川滋 木下ゆうき     | コブラダイジャー              |
| 22   | 9月19日       | 三段変身！ドクンガー         | 山本優          | 西牧秀雄 | 昆進之介 江村豊秋     | ドクンガー                    |
| 23   | 9月26日       | マグダーの最期               | 久保田圭司      | 鳥海永行 | 二宮常雄 平山則雄     | クモ型メカ 百足メカ           |
| 24   | 10月6日       | 砂魔人！スフィンガー         | 滝三朗          | 富野喜幸 | 昆進之介 木下ゆうき   | スフィンガー 新型ネンドロイド |
| 25   | 10月13日      | 地獄花！キューコンダー       | 堀田史門        | 西牧秀雄 | 坂口尚 中島京子       | キュウコンダー                |
| 26   | 10月20日      | 大出現！ジャンボ・キノッコー | 毛利元          | 富野喜幸 | 湖川滋 江村豊秋       | ウィングモグラック            |
| 27   | 10月27日      | 巨大ロボット！ベアズリー     | 久保田圭司      | 西牧秀雄 | 野崎恒仲 長谷川憲生   | ベアズリー メカコウモリ       |
| 28   | 11月3日       | 幻怪獣！ミエンガー           | 山本優          | 富野喜幸 | 二宮常雄 平山則雄     | ミエンガー                    |
| 29   | 11月10日      | 大暴れ！コンガーキング       | 毛利元          | 鳥海永行 | 昆進之介 江村豊秋     | コンガーキング                |
| 30   | 11月17日      | 岩石巨人！ジャリアント       | 堀田史門        | 西牧秀雄 | 木下ゆうき 長谷川憲生 | ジャリアント                  |
| 31   | 11月24日      | 大攻撃！マブッダー           | 山本優          | 富野喜幸 | 湖川滋 平山則雄       | マブッダー                    |
| 32   | 12月1日       | 吠えろ！ゴーダムタイガー     | 堀田史門        | 西牧秀雄 | 鎌田百合子 小国千代子 | ブルドーキング                |
| 33   | 12月8日       | はじけ！パチンガーX          | 陶山智          | 鳥海永行 | 二宮常雄 平山則雄     | パチンガーＸ                  |
| 34   | 12月15日      | 大作戦！ゴーダム・ジャック   | 堀田史門        | 富野喜幸 | 長谷川憲生 昆進之介   | カッパーキング シャコウダー   |
| 35   | 12月22日      | モーレツ！巨大カブトーザー   | 永田俊夫        | 西牧秀雄 | 湖川滋 平山則雄       | カブトーザー                  |
| 36   | 12月29日      | 決戦！ジゴクダー             | 滝三朗          | 鳥海永行 | 二宮常雄 奥野芳久     | -                             |

## 放送局
- 朝日放送（第23話までの制作局）：日曜 19:00 - 19:30（第23話まで）→ 木曜 17:00 - 17:30（第24話から）
- NETテレビ（第24話からの制作局）：日曜 19:00 - 19:30（第23話まで）→ 水曜 18:00 - 18:30（第24話から）
- 北海道テレビ：日曜 19:00 - 19:30（第23話まで）→ 土曜 17:00 - 17:30（第24話から）[4]
- 青森放送
- 秋田放送：水曜 17:30 - 18:00 [5]
- 岩手放送：月曜 - 金曜 17:30 - 18:00（1977年3月時点、帯枠で集中放送）[6]
- 山形テレビ：木曜 17:28 - 17:58[7]
- 東日本放送：日曜 19:00 - 19:30（第23話まで）→ 水曜 18:00 - 18:30（第24話から）[8]
- 新潟放送：水曜 18:00 - 18:30[9]
- 信越放送
- 山梨放送
- 静岡放送：水曜 17:30 - 18:00[10]
- 富山テレビ放送：土曜 18:00 - 18:30[11]
- 北陸放送：金曜 18:00 - 18:30[12]
- 福井放送：水曜 17:15 - 17:45[13]
- 名古屋テレビ：日曜 19:00 - 19:30（第23話まで）→ 木曜 17:00 - 17:30（第24話から）
- 山陰放送：水曜 18:00 - 18:30[14]
- 広島ホームテレビ：日曜 19:00 - 19:30（23話で打ち切り）[15]
- 山口放送
- 四国放送
- 南海放送：火曜 17:55 - 18:25（1976年6月8日開始、1977年2月8日終了）[16]
- テレビ高知：木曜 17:00 - 17:30[17]
- 瀬戸内海放送：日曜 19:00 - 19:30（23話で打ち切り）[18]
- 九州朝日放送：日曜 19:00 - 19:30（第23話まで）→ 金曜 16:55 - 17:25（第24話から）
- 長崎放送
- テレビ熊本：月曜 18:00 - 18:30[19]
- テレビ大分
- 宮崎放送
- 鹿児島テレビ：月曜 18:00 - 18:30[20]
- 琉球放送：金曜 18:00 - 18:30[21]

制作局がNETテレビに変更後と、放送時間が水曜18時台前半枠に移動後は、一部の局が遅れネットで放送。あるいは途中で放送を打ち切り、本放送終了後の再放送扱いでの集中放送（場合によっては系列外局で放送）へ移行したネット局も存在している。

## 商品展開
本作はタツノコアニメとして初めてタカラ（現・タカラトミー）がメインスポンサーになった作品であり、同社からソフトビニール製人形や各マシンの玩具、ミクロマンのようなアクションフィギュアなど、各種玩具が発売された。シリーズ後期には『マグネモ』シリーズも発売された。
当時のタカラの宣伝によると本作はマグネモシリーズの第2弾で、マグネロボ ガ・キーンは第3弾。番宣CMは比較的初期より流れている。
大ヒットした『鋼鉄ジーグ』シリーズのそれとも互換性のある磁石の関節で手足を脱着し、ドラゴンなどのパーツに付け替えられるようになっていた。
永大からはプラモデルが発売されていた。ショウワノートからは関連文具やお面なども発売された。
- マグネモ一覧
  - ゴーダム（マグネモ11）
  - エイプレーン（11）
  - ゲソマシーン（11）
  - タートルタンク（11）
  - ヘリマリン（11）
  - ヤドカリジープ（11）
  - ゴーダム（マグネモ8）
    - 各メンバーのミクロマン風人形もあり、各メカに乗せる事が出来た。

2010年以降、ゴーダムの玩具が発売されており、アートストームから「ES合金」が、エヴォリューショントイより「ダイナマイトアクション!」が発売している。「ダイナマイトアクション! 」シリーズでは「ゴーダムタイガー」や「ゴーダムスカイハイ」「ゴーダムモーラー」までが全てラインナップされここに来て初めて全形態が立体化された(本体に同梱で「ドラゴン」「モーラー」、オプション販売で「タイガー」「スカイハイ」が販売された)。